# D.R.V. Euros

De kleuren van het blad van DRV Euros

De Drienerlose Roei-Vereniging Euros is een studentenroeivereniging uit Enschede.

## Geschiedenis
Begin jaren zestig was roeien in Enschede nog niet mogelijk. In die jaren werd de Technische Hogeschool Twente opgericht op het landgoed Drienerlo. Op 9 april 1965 werd de Drienerlose Watersport Vereniging Euros opgericht.
In de loop van de jaren groeide de vereniging flink. Al in 1966 werd er een bootsman door Lichamelijke Vorming & Sport (LV&S) aangesteld, maar in 1969 viel de vereniging uiteen en werd zij opgesplitst in een roei-, kano-, windsurf- en zeilvereniging, ieder met een eigen bestuur en eigen financiële verantwoordelijkheid. Elk lustrum wordt een almanak uitgegeven.
In de beginjaren bestond de vereniging vrijwel geheel uit wedstrijdroeiers; het regioroeien ontstond in de jaren zeventig. Pas in de jaren tachtig werd het clubachten geïntroduceerd om de opstap naar het wedstrijdroeien gemakkelijker te maken.
Na incidentele successen in de voorgaande jaren werd vanaf 1973 de weg omhoog ingeslagen, met name in de kleinere nummers.
In 1978 kreeg Euros (met ca. 40 wedstrijdroeiers op een bestand van bijna 70 leden) een prijs van de Koninklijke Nederlandse Roeibond als succesvolste seniorvereniging van Nederland.
In 1995 won Euros de Varsity, met Sjors van Iwaarden, Niels van Steenis, Joris Loefs en Arne van Eupen. Jeroen Webers stuurde de boot, de Barfleur. De ploeg werd gecoacht door jonkheer Rutger Röell.
In 1996 roeide Euroïd Niels van Steenis een gouden race op de Olympische Zomerspelen 1996 van Atlanta in de Holland Acht.
Sinds 1999 huist de vereniging in het Universitair Watersport Complex van de Universiteit Twente aan de Auke Vleerstraat. Dit is feitelijk dezelfde locatie als waar de watersportverenigingen in 1972 naartoe verhuisden.
In 2005 werd Euroïd Simon Glazenborg uitgeroepen tot 'sportman van het jaar' in Enschede vanwege zijn prestaties in de Holland Acht en het winnen van het NK in de heren Acht.

## Activiteiten
D.R.V. Euros organiseert ieder jaar twee grote evenementen:

### Knorrensteijn Memorial Regatta
De Knorrensteijn Memorial Regatta, ook wel KMR, is een eendaagse wedstrijd georganiseerd door Euros. Op deze wedstrijd komen ongeveer 400 roeiers af. Dit is een van de eerste roeiwedstrijden in het academisch jaar. Daarnaast is deze wedstrijd ook onderdeel van de NSRF najaarsbokaal.

### Grolsch Euros Drienerlo Regatta
De Grolsch Euros Drienerlo Regatta, ook wel GEDR of EDR, is een tweedaagse roeitweekamp. Deze wedstrijd is significant groter dan de KMR. De GEDR is deel van verschillende NSRF bokalen. Daarnaast is er op deze wedstrijd een feest op de nacht van zaterdag op zondag. Dit feest wordt gekenmerkt door de biermeter. De biermeter houdt in dat er een grafiek op de muur wordt geprojecteerd. Op deze grafiek is te zien hoeveel bier elke roeivereniging heeft gehaald. Op deze manier ontstaat er een soort biercompetitie tussen de verschillende roeiverenigingen.